# Mân Giang
Sông Mân  (tiếng Trung: 岷江; bính âm: Mínjiāng, Hán-Việt: Mân Giang) là một con sông dài 735 km nằm ở trung tâm tỉnh Tứ Xuyên, Trung Quốc. Đây là một chi lưu chính của sông Trường Giang, đổ ra sông Trường Giang tại Nghi Tân.

## Lịch sử
Nằm trên sông Mân là hệ thống thủy lợi lâu đời nhất được xây dựng bởi kỹ sư thủy lực Lý Băng, giúp mở rộng đáng kể sức mạnh của nhà Tần và gây ra sự bùng nổ dân số ở đồng bằng Thành Đô. Nó được xây dựng khoảng 2.300 năm trước. Học giả phương Tây đầu tiên nghiên cứu lịch sử của nó là Joseph Needham và công trình này được biết đến là công trình thủy lợi Đô Giang Yển.

## Địa lý
Nó bắt đầu ở phía bắc trung tâm Tứ Xuyên, nơi lưu vực bị chặn bởi dãy núi Cung Lai ở phía tây và Mân Sơn ở phía đông. Con sông chảy qua Dãy núi Long Môn và đổ vào Bồn địa Tứ Xuyên gần Đô Giang Yển. Công trình thủy lợi Đô Giang Yển và đập thủy điện Tử Bình Phô nằm trên dòng sông này. Bên dòng sông còn có bức tượng Lạc Sơn Đại Phật nằm ở Lạc Sơn.